# Джеффрі Гоувелеув
Джеффрі Гоувелеув (нід. Jeffrey Gouweleeuw, нар. 10 липня 1991, Геемскерк, Нідерланди) — нідерландський футболіст, центральний захисник німецького клубу «Аугсбург».

## Ігрова кар'єра

### Клубна
Джеффрі Гоувелеув є вихованцем клубу «Геренвен», у якому він дебютував у 2010 році. Влітку 2013 року футболіст перейшов до клубу АЗ, з яким уклав п'ятирічний контракт. Влітку 2015 року вже в якості капітана команди Джеффрі вів перемовини з грецьким клубом «Олімпіакосом». Але остаточної домовленності сторони так і не досягли.
У січні 2016 року Гоувелеув перейшов до німецького «Аугсбурга» і в лютому зіграв першу гру у новій команді. З вересня 2020 року Джеффрі став капітаном команди.

### Збірна
Джеффрі Гоувелеув провів три гри у складі молодіжної збірної Нідерландів.